# Hadleigh
Hadleigh er en by i Babergh distriktet, Suffolk, England, med et indbyggertal på 8.253 i 2011.
Hovedkvarteret for Babergh District Council lå i byen indtil 2017. Byen ligger 93 km nordøst for London.
Den nævnes i Domesday Book fra 1086, hvor den kaldes Hetlega.
Gudrum, konge af danerne, siges at være begravet ved St Mary's Church i byen. Han blev besejret af kong Alfred den Store under slaget ved Edington i 878.